# ドイツ語作家の一覧
ドイツ語作家の一覧（ドイツごさっかのいちらん）は、出身、国籍を問わずドイツ語で創作を行う小説家、劇作家、児童文学作家などの五十音別一覧である。
詩人はドイツ語詩人の一覧を参照。

## ア
- ギュンター・アイヒ
- ヨーゼフ・フォン・アイヒェンドルフ
- イルゼ・アイヒンガー
- ペーター・アルテンベルク
- アヒム・フォン・アルニム
- ハンス・カール・アルトマン
- アルフレート・アンデルシュ
- ラルフ・イーザウ
- エルフリーデ・イェリネク
- カール・インマーマン
- ヤーコプ・ヴァッサーマン
- ペーター・ヴァイス
- マルティン・ヴァルザー
- ロベルト・ヴァルザー
- フランク・ヴェーデキント
- フランツ・ヴェルフェル
- クリスタ・ヴォルフ
- クラウス・エブナー
- ハンス・マグヌス・エンツェンスベルガー
- ミヒャエル・エンデ

## カ
- ゲオルク・カイザー
- マリー・ルイーゼ・カシュニッツ
- エリアス・カネッティ
- フランツ・カフカ
- パウル・カレル
- ハンス・カロッサ
- カロリーネ・フォン・ギュンダーローデ
- ハンス・ヘルムート・キルスト
- ヨハンナ・キンケル
- カール・グツコー
- ハンス・クナイフェル
- ハインリヒ・フォン・クライスト
- カール・クラウス
- ギュンター・グラス
- クリスティアン・ディートリヒ・グラッベ
- グリム兄弟
- アンドレアス・グリューフィウス
- フランツ・グリルパルツァー
- ハンス・ヤーコプ・クリストッフェル・フォン・グリンメルスハウゼン
- ミヒャエル・クンツェ
- ヨハン・ヴォルフガング・フォン・ゲーテ
- ダニエル・ケールマン
- エーリッヒ・ケストナー
- ゴットフリート・ケラー
- フリードリッヒ・ケルナー
- オスカー・ココシュカ
- アウグスト・フォン・コツェブー
- ヨハン・クリストフ・ゴットシェート
- イェレミアス・ゴットヘルフ
- クラウス・コルドン

## サ
- ネリー・ザックス
- レーオポルト・フォン・ザッハー＝マゾッホ
- フェーリクス・ザルテン
- ルー・アンドレアス・ザロメ
- エルンスト・フォン・ザロモン
- エマヌエル・シカネーダー
- ラフィク・シャミ
- アーデルベルト・フォン・シャミッソー
- パトリック・ジュースキント
- ハンス・ヨアヒム・シェートリヒ
- カール・ヘルベルト・シェール
- アーダルベルト・シュティフター
- カール・シュテルンハイム
- テオドール・シュトルム
- ヨハン・ゴットフリート・シュナーベル
- アルトゥル・シュニッツラー
- カール・シュピッテラー
- ベルンハルト・シュリンク
- ドロテーア・シュレーゲル
- フリードリヒ・シュレーゲル
- フリードリヒ・フォン・シラー
- ベルタ・フォン・ズットナー
- ボリス・フォン・スメルチェック
- アンナ・ゼーガース
- W・G・ゼーバルト

## タ
- 多和田葉子
- アルノルト・ツヴァイク
- シュテファン・ツヴァイク
- カール・ツックマイヤー
- ルートヴィヒ・ティーク
- アルフレート・デーブリーン
- アネッテ・フォン・ドロステ＝ヒュルスホフ

## ナ
- ノヴァーリス
- ハンス・エーリヒ・ノサック

## ハ
- ワルター・ハーリヒ
- ヘルマン・バール
- マルセル・バイアー
- パウル・フォン・ハイゼ
- グードルン・パウゼヴァング
- ゲアハルト・ハウプトマン
- ヴィッキイ・バウム
- ジャン・パウル
- インゲボルク・バッハマン
- アルトゥール・バルダー
- テア・フォン・ハルボウ
- エルンスト・バルラハ
- ペーター・ハントケ
- ゲオルク・ビューヒナー
- ヴォルフガング・ヒルデスハイマー
- セバスチャン・フィツェック
- フリードリヒ・フーケ
- ロータル＝ギュンター・ブーフハイム
- テオドール・フォンターネ
- リカルダ・フック
- ブルーノ・フランク
- ヘルベルト・W・フランケ
- エゴン・フリーデル
- ヘルベルト・フリードリヒ
- マックス・フリッシュ
- カルル・ブルックナー
- トーマス・ブルスィヒ
- ベルトルト・ブレヒト
- クレメンス・ブレンターノ
- ウルリヒ・プレンツドルフ
- オトフリート・プロイスラー
- ヘルマン・ブロッホ
- コルネリア・フンケ
- ロルフ・ホーホフート
- リヒャルト・ベーア＝ホフマン
- アルフレート・ポルガー
- ヘルマン・ヘッセ
- フリードリヒ・ヘッベル
- ハインリヒ・ベル
- フリードリヒ・ヘルダーリン
- ルートヴィヒ・ベルネ
- トーマス・ベルンハルト
- フーゴ・フォン・ホーフマンスタール
- ヴォルフガング・ホールバイン
- E.T.A.ホフマン
- ワルデマル・ボンゼルス

## マ
- カール・マイ
- カイ・マイヤー
- コンラート・フェルディナント・マイヤー
- グスタフ・マイリンク
- クラウス・マン
- トーマス・マン
- ハインリヒ・マン
- ハイナー・ミュラー
- ロベルト・ムージル
- カール・フィリップ・モーリッツ

## ヤ
- エルンスト・ユンガー
- ウーヴェ・ヨーンゾン

## ラ
- ヴィルヘルム・ラーベ
- ハインリヒ・ラウベ
- クルト・ラスヴィッツ
- エルゼ・ラスカー＝シューラー
- ライナー・マリア・リルケ
- クルト・リュートゲン
- エーリヒ・マリア・レマルク
- ゴットホルト・エフライム・レッシング
- ジークフリート・レンツ
- ヤーコプ・ミヒャエル・ラインホルト・レンツ
- ヨーゼフ・ロート
- ロスヴィータ

## ワ
- リヒャルト・ワーグナー